# Baronul de Münchhausen (film)
Baronul de Münchhausen (în original cehă Baron Prášil) este un film de aventuri romantic cehoslovac din 1961 regizat de Karel Zeman, bazat pe poveștile despre Baronul de Münchhausen și cu influențe din lucrările lui Jules Verne. Ca și alte filme ale lui Zeman, acesta combină acțiunea live cu diverse forme de animație și este foarte stilizat, adesea evocând gravurile lui Gustave Doré.
O versiune digitală a filmului a avut premiera la 5 septembrie 2016 la Festivalul de Film de la Telluride din Statele Unite. Revista britanică Home Cinema Choice a votat această versiune cel mai bun film restaurat digital din 2017, depășind filme precum Creatura, Salariul groazei și Calea misterelor.

## Prezentare
Filmul începe cu prezentarea unor urme de pași care duc spre un iaz. Camera se mișcă continuu în sus pentru a arăta zborul fluturilor, păsărilor și o progresie a aeronavelor istorice care se termină cu o navă tip rachetă care călătorește prin spațiu și aterizează pe Lună. 
Astronautul/cosmonautul iese din nava spațială și privește alți pași pe Lună care îl conduc către un fonograf vechi, apoi la o rachetă prăbușită cu o placă pe care este scris De la Pământ la Lună de Jules Verne. Ajuns la o masă unde este servită cina, călătorul spațial surprins întâlnește personajele din cartea lui Verne și pe baronul Munchausen. Invitându-l la masa lor, personajele cred că astronautul este un bărbat de pe Lună și îl tratează cu amabilitate ca pe un copil mic. 
Baronul decide să-l ducă pe Pământ într-o aeronavă fantezistă de care este legată o turmă de cai cu aripi. Baronul îl îmbracă pe astronaut, numit „Tony” în varianta în limba engleză și „Tonik” în originalul ceh, într-un costum de epocă din secolul al XVIII-lea. Ei aterizează în Turcia secolului al XVIII-lea, la Constantinopol. Vorbind cu o voce neinteligibilă pe care o numește „limbajul diplomației”, baronul îl prezintă sultanului pe Tonik. Cu toate acestea, lipsa de cunoaștere a lui Tonik a protocolului diplomatic și îndrăgostirea sa de prințesa Bianca, o domnișoară în suferință prizonieră a sultanului, duc la o serie de aventuri romantice și fanteziste, care transformă cosmonautul științific modern într-un erou care rivalizează cu baronul. 
Printre aventurile captivante și satirice se numără luptele cu sabia și bătălii navale cu turcii, apoi înghițirea lor de către un pește gigant care pune capăt conflictului dintre cele două regate aflate în război.

## Distribuție

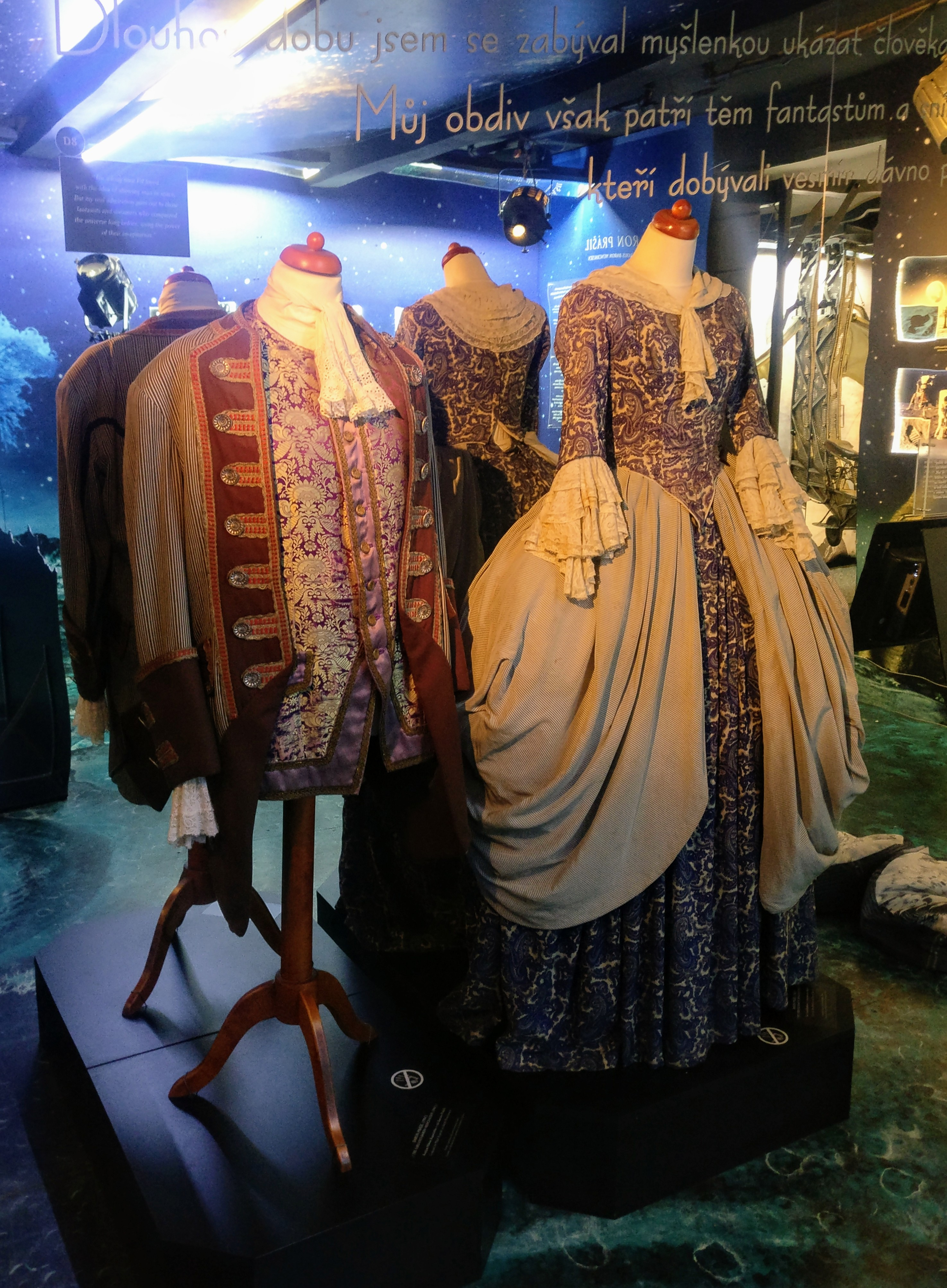
Costumele lui Miloš Kopecký și ale Janei Brejchová

- Miloš Kopecký – Baronul de Münchhausen
- Jana Brejchová – prințesa Bianca
- Rudolf Jelínek – Tonik (sau Tony)
- Rudolf Hrušínský – Sultanul
- Karel Höger – Cyrano de Bergerac
- Eduard Kohout – generalul Ellemerle
- Jan Werich – căpitanul de navă
- František Šlégr – căpitanul piraților
- Otto Šimánek – Michel Ardan
- Naděžda Blažíčková – dansatoarea la Curte
- Karel Effa – Adjutant
- Josef Hlinomaz – generalul spaniol
- Zdeněk Hodr – Nicole
- Miloslav Holub – generalul dușman
- Miroslav Homola – jucătorul de șah
- Václav Trégl – marinarul
- Bohuš Záhorský – amiralul
- Richard Záhorský – Barbicain

## Recepție
Filmul a fost lansat internațional pe parcursul anilor 1960, inclusiv un film american dublat în 1964 sub numele The Fabulous Baron Munchausen.
Howard Thompson de la The New York Times a descris filmul ca o „ciudățenie încântătoare, cu o coloană sonoră foarte interesantă,” iar scriitorul Harlan Ellison a catalogat „fantezia cehă din 1961 ca fermecătoare și îndrăgită, plină de efecte speciale amețitoare”.
César Santos Fontenla de la Triunfo a numit filmul „o capodoperă” și a adăugat că: „filmul este, fără îndoială, cel mai interesant experiment de până acum în animație și în combinarea diferitelor tehnici... Influența lui Méliès este prezentă pe tot parcursul filmului, care atinge același nivel de poezie ca și operele acestui vechi maestru." Blogul de film al cotidianului Le Monde a considerat că tehnica lui Zeman este o «adaptare perfectă» (parfaitement adaptée) a poveștilor cu  Baronul Munchausen și a descris rezultatul ca fiind «înzestrat cu un simț splendid al umorului și foarte inventiv» (dote d'un bel umor et très inventif). Istoricul de film Peter Hames a descris filmul Baron Prášil ca „posibil cel mai bun film [al lui Zeman]”. 
Când filmul a fost proiectat la British Film Institute în anii 1980, l-a influențat pe Terry Gilliam, care va realiza apoi propria sa versiune a poveștilor lui Munchausen, Aventurile Baronului Munchausen (1988).
Revista britanică Home Cinema Choice a votat Baronul Muenchausen cel mai bun film restaurat digital din 2017, depășind filme precum Creatura, Salariul groazei și Calea misterelor.